# Faszélesség
A matematika, azon belül a gráfelmélet területén egy irányítatlan gráf faszélessége vagy favastagsága (treewidth) egy a gráf szerkezetétől függő, a gráfhoz rendelt szám, azaz gráftulajdonság. A faszélesség több, egymással egyenértékű módon definiálható: a gráf fafelbontása legnagyobb csúcshalmazával, a gráf merev körű kiegészítésében található legnagyobb klikkel, a gráfon játszott üldözős-menekülős játék elkerülési stratégiáját leíró menedékkel vagy az egymást kölcsönösen érintő összefüggő részgráfok, azaz bramble-ök maximális rendjével.
A faszélesség gyakran előkerül gráfalgoritmusok parametrikus bonyolultságának vizsgálatakor. A legfeljebb k faszélességű gráfokat részleges k-fáknak is nevezik; számos, részletekbe menően tanulmányozott gráfcsalád rendelkezik korlátozott faszélességgel.
A faszélesség koncepciója először Umberto Bertelé and Francesco Brioschi (1972)-nél jelent meg „dimenzió” név alatt. Később Rudolf Halin (1976) fedezte fel újra, a Hadwiger-számmal közös tulajdonságai alapján. Majd Neil Robertson and Paul Seymour (1984) ismét felfedezték, és azóta számos más szerző is tanulmányozta.

## Definíció

Nyolc csúcsú gráf (fent), fafelbontása hat csomópontú fába (lent). A gráf minden éle olyan két csúcsot köt össze, melyek valamely fa-csomóponton együtt szerepelnek, továbbá minden egyes csúcs olyan fa-csomópontokon szerepel, melyek a fa folytonos részfáját alkotják. Minden fa-csomóponton legalább három csúcs szerepel, ezért ennek a felbontásnak a szélessége kettő.

Egy G = (V, E) gráf fafelbontása alatt olyan T fát értünk, az X1, ..., Xn csomópontokkal, ahol mindegyik Xi a V részhalmaza, mely a következő tulajdonságoknak megfelel (a csomópont alatt T egy-egy csúcsát értjük, hogy elkerüljük a G csúcsaival való összekeverésüket):
1. Az Xi halmazok uniója megegyezik V-vel. Tehát a gráf minden csúcsát tartalmazza legalább egy facsomópont.
2. Ha Xi és Xj is tartalmaz egy v csúcsot, akkor az Xi és Xj közötti (egyedi) úton lévő minden T-beli Xk csomópontnak is tartalmaznia kell v-t. Ezzel ekvivalens megfogalmazás szerint, a v-t tartalmazó facsomópontok a T összefüggő részfáját alkotják.
3. A gráf minden (v, w) éléhez tartozik egy Xi részhalmaz, ami v-t és w-t is tartalmazza. Tehát a gráf csúcsai akkor lehetnek szomszédosak, ha a nekik megfelelő részfáknak van egy közös csomópontja.

A fafelbontás szélessége a legnagyobb Xi halmaz mérete mínusz egy. A G gráf tw(G) faszélessége a G összes lehetséges fafelbontásai közül a minimális szélesség. Ebben a definícióban azért csökkentjük eggyel a legnagyobb halmaz méretét, hogy egy fa szélessége éppen eggyel legyen egyenlő.
Ezzel ekvivalens definíció szerint a G faszélessége eggyel kisebb, mint a legkisebb klikkszámú, G-t tartalmazó merev körű gráf legnagyobb klikkje. Ilyen klikkméretű merev körű gráfot elő lehet állítani úgy, hogy G-nek minden olyan két csúcsa közé behúzunk egy élt, melyek közül mindkettő legalább egy halmazba beletartozik az Xi-t közül.
A faszélesség jellemezhető az üldözős-menekülős játék elkerülési stratégiáját leíró menedékek segítségével is. Egy G gráf faszélessége pontosan akkor k, ha létezik benne k + 1 rendű menedék, de magasabb rendű már nem. Egy k + 1 rendű menedék olyan β függvény, ami G minden, legfeljebb k csúcsot tartalmazó X csúcshalmazához hozzárendeli G \ X valamely összefüggő komponensét, és amire igaz az a monotonitási feltétel, miszerint ha X ⊆ Y, akkor β(Y) ⊆ β(X).

A 3×3-as rácsgráfhoz tartozó 4 rendű bramble, melynek létezése igazolja, hogy a gráf faszélessége legalább 3

Hasonló jellemzés adható az egymást kölcsönösen érintő (vagy közös csúccsal rendelkező, vagy éllel összekötött) összefüggő részgráfok, a bramble-ök segítségével. A bramble rendje a részgráfok családjának legkisebb „hitting set”-je (olyan halmaz, ami minden halmaz elemei közül legalább egyet tartalmaz), a gráf faszélessége pedig eggyel kisebb a bramble maximális rendjénél.

## Példák
Minden Kn teljes gráf faszélessége n − 1. Ez a legkönnyebben a merev körű gráfos definícióból látható be: a teljes gráf eleve merev körű, és újabb él hozzáadásával nem lehet csökkenteni a legnagyobb klikkjének a méretét.
Egy összefüggő, legalább két csúcsból álló gráf faszélessége pontosan akkor 1, ha a gráf fa. A fa szélessége a teljes gráfokhoz hasonlóan látható be (merev körű, és maximális elemszámú klikkje 2). Megfordítva, ha egy gráfnak van köre, akkor a gráf minden merev körű kiegészítésében legalább egy háromszög egymást követő csúcsa szerepel, amiből következik, hogy a faszélesség legalább kettő.

## Korlátos faszélesség

### Korlátos faszélességű gráfcsaládok
Rögzített k értékekre, a legfeljebb k faszélességű gráfokat részleges k-fáknak nevezik. A korlátos faszélességű gráfcsaládok közé tartoznak a kaktuszgráfok, pszeudoerdők, soros-párhuzamos gráfok, külsíkgráfok, Halin-gráfok és Apollóniusz-hálózatok. A strukturált programok lefordításakor létrejövő vezérlésfolyam-gráf faszélessége szintén korlátos, ami lehetővé teszi bizonyos feladatok, például a regiszterallokáció hatékony végrehajtását.
A síkbarajzolható gráfok faszélessége nem korlátos, hiszen az n × n-es rácsgráf olyan síkbarajzolható gráf, melynek faszélessége pontosan n. Ezért ha F egy korlátos faszélességű, minorzárt gráfcsalád, akkor nem tartalmazhatja az összes síkbarajzolható gráfot. Megfordítva, ha valamely síkbarajzolható gráf nem jelenik meg egy F gráfcsalád minoraként, akkor létezik olyan k konstans, melyre az összes F-beli gráf faszélessége legfeljebb k. Más szavakkal, a következő három feltétel egymással egyenértékű:
1. F korlátozott faszélességű gráfok minorzárt családja;
2. Az F-et jellemző véges sor tiltott minor közül valamelyik síkba rajzolható;
3. F minorzárt gráfcsalád, ami nem tartalmazza az összes síkbarajzolható gráfot.

### Tiltott minorok

A 3 faszélesség négy tiltott minora: K_{5} (fent balra), az oktaédergráf (lent balra), a Wagner-gráf (fent jobbra) és az ötszögű hasábgráf (lent jobbra)

Minden véges k értékre a legfeljebb k faszélességű gráfok jellemezhetők tiltott minorok egy véges halmazával. (Tehát bármely k-nál nagyobb faszélességű gráf tartalmazza ezen obstrukciós halmaz tiltott gráfjainak valamelyikét minorként.) Minden ilyen véges obstrukciós halmaz tartalmaz legalább egy síkbarajzolható gráfot.
- A k = 1 esetben az egyedüli tiltott minor a 3 csúcsú körgráf, K3.[7]
- A k = 2 esetben az egyedüli tiltott minor a 4 csúcsú teljes gráf, K4.[7]
- A k = 3 esetben már négy tiltott minor van: a K5 teljes gráf, az oktaéder gráfja, a GP(5,1)  ötszög alapú hasábgráf és a Wagner-gráf. Ezek  közül a két poliédergráf síkba rajzolható.[8]

A k = 4 esetben már legalább 75 tiltott minort találtak, és a k növekedésével a tiltott minorok száma legalább a k négyzetgyöke szerint exponenciálisan nő. Az ismert felső korlátok a tiltott minorok méretére és számára azonban sokkal nagyobbak ennél az alsó korlátnál.

## Algoritmusok

### A faszélesség meghatározása
Annak meghatározása, hogy adott G gráf faszélessége adott k értékét meghaladja-e, NP-teljes probléma.
Ennek ellenére k rögzített értékére a pontosan k faszélességű gráfok felismerhetők, és k szélességű fafelbontásuk is előállítható lineáris időben. Ezen algoritmus időfüggése k szerint exponenciális.
Nem ismert, hogy a síkbarajzolható gráfok faszélességének meghatározása NP-teljes, vagy polinom időben meghatározható-e.
A gyakorlatban (Shoikhet & Geiger 1997) algoritmusa képes a legfeljebb 100 csúcsból álló gráfok faszélességének meghatározására legfeljebb 11 értékig, optimális faszélességű merev körű kiegészítés keresésével.

### Egyéb problémák megoldása alacsony faszélességű gráfokon
Az 1970-es évek elején megfigyelték, hogy a gráfokon definiált kombinatorikai optimalizációs problémák nagy osztálya hatékonyan megoldható nem soros, dinamikus programozási módszerekkel, amennyiben a gráf korlátos „dimenzióval” rendelkezik, mely paraméterről (Bodlaender 1998) megmutatta, hogy a faszélességgel ekvivalens. Később egymástól függetlenül több szerző is megfigyelte az 1980-as évek végén, hogy számos, tetszőleges gráfokon NP-teljes probléma a korlátos faszélességű gráfokon dinamikus programozással hatékonyan megoldható, a gráfok fafelbontásának felhasználásával.
Példa erre a k faszélességű gráf színezése. A fafelbontás minden Xi halmazára, és az Xi csúcsainak minden színosztályba sorolására az algoritmus meghatározza, hogy a színezés érvényes-e, illetve kiterjeszthető-e a a felbontás leszármazó csomópontjaira, a csomópontokon tárolt hasonló információk felhasználásával. A végső algoritmus egy n csúcsú gráf optimális színezését O(kk + O(1)n) időben oldja meg, ami ezt a problémát rögzített paraméter mellett kezelhetővé teszi.

### Courcelle-tétel
Egy nagy problémaosztályra létezik lineáris idejű megoldó algoritmus, ha bemenetként egy konstans, korlátos faszélességű fafelbontást adunk meg. A Courcelle-tétel állítása szerint ha egy gráfprobléma kifejezhető monadikus másodrendű logika szerinti gráflogika segítségével, akkor korlátos faszélességű gráfokon lineáris időben megoldható. A monadikus másodrendű logika a gráftulajdonságokat a következő konstrukciók segítségével írja le: logikai műveletek ({\displaystyle \wedge ,\vee ,\neg ,\Rightarrow }), tartalmazás ellenőrzése (pl. {\displaystyle e\in E,v\in V}), kvantorok csúcsokra és élekre, illetve csúcsok és élek halmazára (pl. {\displaystyle \forall } {\displaystyle v\in V}, {\displaystyle \exists } {\displaystyle e\in E}, {\displaystyle \exists } {\displaystyle I\subseteq V},  {\displaystyle \forall } {\displaystyle F\subseteq E}), illeszkedés ellenőrzése (u az e végpontja), valamint egy optimalizáló kiterjesztés.
Tekintsük például a gráfok 3-színezési problémáját. Egy {\displaystyle G=(V,E)} gráf esetén azt kérdezzük, lehetséges-e minden {\displaystyle v\in V} csúcshoz a 3 szín egyikét hozzárendelni úgy, hogy semelyik két szomszédos csúcs ne legyen egymással megegyező színű.
A probléma így fejezhető ki monadikus másodrendű logikával:
{\displaystyle \exists W_{1}\subseteq V:\exists W_{2}\subseteq V:\exists W_{3}\subseteq V:\forall v\in V:(v\in W_{1}\vee v\in W_{2}\vee v\in W_{3})\wedge }
{\displaystyle \forall v\in V:\forall w\in V:(v,w)\in E\Rightarrow (\neg (v\in W_{1}\wedge w\in W_{1})\wedge \neg (v\in W_{2}\wedge w\in W_{2})\wedge \neg (v\in W_{3}\wedge w\in W_{3}))},
ahol {\displaystyle W_{1},W_{2},W_{3}} az egyes színosztályba tartozó csúcs-részhalmazoknak felelnek meg.
Tehát Courcelle tétele szerint a 3-színezési probléma lineáris időben megoldható egy konstans faszélességű gráfon, ha annak fafelbontása adott.

## Kapcsolódó paraméterek

### Útszélesség
Egy gráf útszélessége a faszélességhez nagyon hasonlóan definiálható, de olyan fafelbontásokra korlátozódik, melyben kizárólag útgráfok szerepelnek. Alternatív megoldásként az útszélesség definiálható intervallumgráfok segítségével, hasonlóan a faszélesség merev körű gráfokkal való definiálásához. A gráfok útszélessége az eddigiekből következően legalább akkora, mint a faszélességük, de legfeljebb logaritmikus faktorral lehet nagyobb. Egy másik paramétert, a sávszélességet egység-intervallumgráffal definiálják, és legalább akkora, mint az útszélesség. További kapcsolódó paraméter a famélység, ami egy minorzárt gráfcsaládnál akkor korlátos, ha a család  tiltott gráfja egy út, valamint a degeneráltság, a gráfok ritkaságának egy mértéke, ami legfeljebb a faszélességgel egyezik meg.

### Rácsminor-méret
Mivel egy n × n méretű négyzetes rácsgráf faszélessége n, egy G gráf faszélessége mindig nagyobb vagy egyenlő, mint G legnagyobb rácsgráf-minorának mérete. Megfordítva, a Robertson és Seymour által kimondott rácsminor-tétel (grid minor theorem) szerint létezik olyan f függvény, melyre a faszélesség legfeljebb f(r), ahol r a legnagyobb négyzetrács-minor mérete. Az f-re vonatkozó legjobb korlátok szerint f legalább Ω(rd) valamely rögzített d>0 konstansra, de legfeljebb O(√r/log r
). Egyes korlátozott gráfcsaládokra szorosabb korlátok ismertek, melyekre vonatkozó gráfoptimalizálási problémákra hatékony algoritmusokat ad a bidimenzionalitás-elmélet.
A Halin-rácstétel a faszélesség és rácsminor-méret között állít fel összefüggést végtelen gráfokra.

### Átmérő és lokális faszélesség
Egy F gráfcsaládnak akkor van korlátos helyi faszélessége (bounded local treewidth), illetve rendelkezik az átmérő-faszélesség tulajdonsággal (diameter-treewidth property), ha a család gráfjainak faszélességét felülről korlátozza átmérőjük egy függvénye. Ha F minden minora szintén F-ben található, akkor F pontosan akkor rendelkezik korlátos helyi faszélességgel, ha F valamelyik tiltott minora egy csúcsgráf. Ennek az eredménynek az eredeti bizonyításában szerepelt annak bizonyítása is, hogy egy csúcsminor-mentes gráfcsalád faszélessége legfeljebb az átmérő dupla-exponenciális függvényében nő; ezt később sikerült sima exponenciálisra, majd lineáris korlátra javítani.
Az átmérő-faszélesség tulajdonság közeli kapcsolatban áll a bidimenzionalitás algoritmikus elméletével, és minden elsőrendű logikával definiálható gráftulajdonság létezése egy csúcsminor-mentes gráfcsalád esetében eldönthető a lineárisnál csak kissé rosszabb – O(n1+(1/k) – időben.
Lehet korlátos helyi faszélessége nem minorzárt gráfosztálynak is. Ilyenek például az élenként legfeljebb egy metszéssel síkba rajzolható ún. 1-síkbarajzolható gráfok, vagy általánosabban azok a gráfok, melyek egy korlátos génuszú felületre élenként korlátozott számú metszéssel lerajzolhatók. Ahogy a minorzárt gráfcsaládoknál, a korlátos helyi faszélesség itt is hatékony approximációs algoritmusoknak enged utat.

### Hadwiger-szám ésS-függvények
(Halin 1976) egy általa S-függvényeknek (S-functions) nevezett gráfparaméter-osztályt definiál, melybe a faszélesség is beletartozik. Ezeknek a gráfokhoz egész számokat rendelő függvényeknek a következő tulajdonságokkal kell rendelkezniük: az üres gráfon legyen nulla az értékük, legyenek minor-monotonok, értékük eggyel nőjön, ha az összes korábbi csúccsal szomszédos új csúcs kerül a gráfba, végül hogy egy klikk-szeparátor két oldalán lévő részgráfok értékei közül a nagyobbikat vegye fel. Az összes ilyen függvény halmaza az elemenkénti minimalizáció és maximalizáció műveleteire nézve teljes hálót alkot. A háló legkisebb eleme a Hadwiger-szám, azaz a legnagyobb teljesgráf-minor mérete, a legnagyobb pedig a faszélesség.

## Fordítás
- Ez a szócikk részben vagy egészben a Treewidth című angol Wikipédia-szócikk ezen változatának fordításán alapul.  Az eredeti cikk szerkesztőit annak laptörténete sorolja fel. Ez a jelzés csupán a megfogalmazás eredetét és a szerzői jogokat jelzi, nem szolgál a cikkben szereplő információk forrásmegjelöléseként.